# カネボウ (1887-2008)
カネボウ株式会社（英文社名：Kanebo, Ltd.）は、かつて繊維をはじめ化粧品や食品、薬品、日用品などの事業を展開していた日本の会社。2007年6月30日に解散が決議され、同時に清算会社として海岸ベルマネジメント株式会社（かいがんベルマネジメント）に商号変更。2008年11月11日、トリニティ・インベストメント株式会社に清算目的で吸収合併されて消滅した。

## トリニティ・インベストメント
かつて存在したカネボウ株式会社の粉飾決算事件に伴う、産業再生機構による支援決定を受けて、以下を目的に、投資会社（ファンド）3社（アドバンテッジ パートナーズ有限責任事業組合、株式会社MKSパートナーズ、ユニゾン・キャピタル）が、既設の休眠会社を活用した目的会社である。
当社の目的は以下の通り。
- カネボウ株式会社を傘下に収める
カネボウ化粧品（旧・カネボウブティック）との株式相互持合解消に際して、同社の持つカネボウ株を譲り受け、カネボウを傘下に収めた。その後、株式公開買付け(TOB)を実施（2005年6月10日上場廃止時のカネボウ株価360円に対し、2006年2月から3月にかけて1株あたり162円でTOBが成立。この金額に対して不当であるとしてTOBに応じなかった株主などから告訴がなされ、係争が続いている）。
- カネボウ株式会社とは一切資本関係のない受け皿会社3社（カネボウ・トリニティ・ホールディングス、並びに同社子会社のカネボウホームプロダクツ、カネボウ製薬）に事業譲渡（会社分割ではない）
受け皿会社各社の商号にあった「カネボウ」が「クラシエ」に変更されたのは、「カネボウ」の商標権がカネボウ化粧品に譲渡されていたこと、その商標権譲渡後も一定期間はカネボウ化粧品から商標の使用が許可されていたが、その期限が到来したことによる。
- カネボウ株式会社の子会社（カネボウフーズ）の株式をカネボウ・トリニティ・ホールディングスに売却
- カネボウ株式会社（海岸ベルマネジメント株式会社に商号変更）を吸収合併方式にて合併し、合併時点における同社の株主（約83%は当社、残る約17%は2006年のTOBに応じなかった株主）について（存続会社である当社の株式割当ではなく）金銭交付を実施（1株あたり130円）

## 鐘淵紡績株式会社として
1887年に創業。かつての商号である「鐘淵紡績株式会社（かねがふちぼうせき）」が示すとおり、創業時の業種は繊維事業で、天然繊維・化学繊維の両方を手がけていた。十大紡績会社（十大紡）のひとつであった。
カネボウ時代は現在の東証第1部(現在のプライム)に上場し、特定の企業グループには属していないものの三井銀行（現・三井住友銀行）を主力取引銀行としていたため、かつての三井財閥系に含まれる事があった。
番組の筆頭提供クレジットにおけるキャッチコピー「美しきヒューマンライフを目指すカネボウ」（のちに「芸術化産業を目指すカネボウ」）や、コマーシャルにおける「Kanebo, For Beautiful Human Life.（カネボウ、美しい人間生活のために）」のサウンドロゴで知られていた。ところが文法的な誤りがあるためにその意味が「カネボウ、美しいヒト型生物のために」「カネボウ、（我々は）美しいヒト型生命体の味方（です）」となってしまうため、英語ネイティブからは不評だった。サウンドロゴは基本的に女性であるが、男性用及び企業CMの場合は男性で行っていた。90年代は状況によっては使用しない、サウンドロゴ背景を割愛する場合もあった。 
かつて行っていた事業は以下のような変遷を辿っている。
- 創業当時の事業である繊維事業は、一部が2005年7月1日にセーレンの子会社・KBセーレンに譲渡されたほか、KBスピニング（現・KBツヅキ）、ベルポリエステルプロダクツなどが継承している。
- ホームプロダクツ・製薬・食品事業は朋友ホールディングス傘下のクラシエが継承している。前身は2006年時点まで旧カネボウに残っていた事業を新旧分離で継承したカネボウ・トリニティ・ホールディングスおよびその事業子会社であり、現在も旧カネボウと同一の本社で事業を継続している。また公式サイトでは旧カネボウの全事業を会社の歴史として扱っている[2]。
- 化粧品事業とブランド商標権は花王子会社のカネボウ化粧品に売却された。

### カネボウの社名の由来
東京府南葛飾郡隅田村鐘ヶ淵（現・東京都墨田区墨田北部）で創業した紡績会社であるため。後に略称の鐘紡（カネボウ）が正式社名となる。
また、以下の通り、各地に「鐘紡町」という地名が存在する。これは、同地にカネボウ関連の工場があったことに由来する。
- 山口県防府市鐘紡町 - かつて同地にカネボウ防府工場があったが、カネボウの経営再建中に閉鎖された。跡地はベルポリエステルプロダクツの工場となったほか、2008年3月14日、跡地の一部にロックシティ防府（現・イオンタウン防府）が開店した。
- 富山県高岡市鐘紡町 - カネボウ製薬を承継した旧クラシエ製薬（のちにクラシエの工場となっている）の工場がある。
- 滋賀県長浜市鐘紡町 - カネボウの繊維事業を承継したKBセーレンの工場がある。
- 長野県長野市大字若里鐘紡 - 現長野市若里五丁目、六丁目。1993年までカネボウ綿糸長野工場が存在。跡地は長野赤十字病院（工場存在中の1983年に工場の敷地一部を使用して開設）、長野市保健所、水野美術館など。また、鐘紡遊園地という公園も同地に存在する。特筆することとして、1993年に長野市に売却された工場の建物の一部分は改装の上、1998年の長野オリンピック、パラリンピック時に活字メディアのメインプレスセンターとして活用された。パラリンピック終了後に取り壊され、現在は若里多目的広場として整備されている。[4]

### 事業所
- 本社 - 東京都港区海岸3-20-20 ヨコソーレインボータワー
同地は横浜倉庫の本社ビルであり、清算法人となった海岸ベルマネジメント、トリニティ・インベストメント（海岸ベルマネジメントを吸収合併後）、クラシエもそれぞれ本社所在地としている。

## 歴史

### 日本最大の企業と戦後の復興
1887年（明治20年）に東京府南葛飾郡隅田村の通称・鐘ヶ淵に東京綿商社として創立され、初代頭取には三越得右衛門が就任した。紡績会社として創業した企業であった。紡績工場は1889年に完成した。戦前、繊維産業はかつての鉄鋼・現在の自動車に匹敵する基幹産業であり、武藤山治が支配人・社長をつとめた明治から昭和初期にかけて、国内企業売上高1位を誇り隆盛を極めた。また、鐘淵デイゼル工業（現・UDトラックス）や茨木自動車（現在の近鉄バスの一部）などの異業種も傘下におさめていた。なお「鐘ヶ淵」の通称は、東武伊勢崎線・鐘ヶ淵駅の駅名としてその名を残している。昭和恐慌下の1930年、鐘紡の4割減給案に反対し、各工場で大争議に発展。中間派の日本労働組合総連合が指導したが、敗北的解決に終わった。
第二次世界大戦下の1945年の空襲等で、兵庫工場など国内外の工場を失い、カネボウ（以下「カネボウ」と記す）はゼロから再出発することになった。また旧経営陣が公職追放されたことを受け、1947年に武藤山治の息子・武藤絲治が社長に就任し、1949年、非繊維事業を鐘淵化学工業（通称・鐘化、現・カネカ）として分離独立させた。その後1961年には、化粧品事業を鐘化から買い戻し（現・カネボウ化粧品）、1964年には、ガムメーカーのハリス（現・クラシエ フーズカンパニー）を買収して食品事業に進出、1966年には、山城製薬を買収して薬品事業（現・クラシエ 薬品カンパニー）に参入するなど、非繊維事業に進出していった（グレーター・カネボウ計画）。この間、創業地の紡績工場は1963年に化粧品工場に転換し、1969年には閉鎖された。また経営面では、1958年の経営危機を機に、労使運命共同体路線が確立した。1968年、武藤絲治は会長に退き、45歳の伊藤淳二が社長に就いた。

### ペンタゴン経営の絶頂と終焉
社長に就任した伊藤は、武藤絲治のグレーター・カネボウ計画を引き継ぎ、労使運命共同体論=労使協調、ペンタゴン経営=多角化路線（繊維・化粧品・食品・薬品・住宅の5事業からなる）を推進した。特にペンタゴン経営で生まれた化粧品事業は、1970年代の高度経済成長期から1980年代の安定成長期にかけて、猛烈な営業攻勢と人気タレントを起用した宣伝広告で売り上げを伸ばし、業界首位の資生堂を追い上げていった。
しかし、この経営路線は後々のカネボウにとって不幸となった。労使協調路線は経営不振時に整理解雇の足かせとなり、代わりに自然退職と採用抑制によって人員整理が行われたが、抜本的なリストラには踏み切れなかった。一方のペンタゴン経営は化粧品以外はいずれも業界では中途半端な規模に留まる不採算事業となり、取り分け創業以来の業種である繊維事業は毎期損失を計上していた。しかし他事業が赤字でも、化粧品事業がそれを補って余りある高収益を上げていたため、社内から経営上の危機感と経営刷新を行う意欲を喪失させた。
1973年（昭和48年）に発生したオイルショックは、カネボウのみならず繊維業界全体に影響を与えた。カネボウはこの事態に対処するため人員の削減、工場の閉鎖・機能移転や不採算事業の撤退、子会社を吸収合併するなどの経営改革に取り組んだ。その結果1983年には8年ぶりの復配となった。1984年、伊藤は後継社長に岡本進を指名し会長に退いた。
新社長に就任した岡本の元、従来のペンタゴン経営に変わる21世紀への経営ビジョンとして情報システム、エレクトロニクス、機能性高分子、バイオテクノロジーを中心としたプレセンチュリー計画を打ち出し、1988年には創業110周年にあたる1997年までにグループ売上高1兆円、経常利益500億円を目標とした110計画がスタートした。折からのバブル景気によって売上が増加したが、新規事業に参入した結果、設備投資のための借入金が増加した。バブル崩壊期の1992年、伊藤は名誉会長に退き経営の第一線から退いた。
ちなみに伊藤はカネボウでの実績が評価され、1985年には日航ジャンボ機墜落事故で経営再建が急務だった日本航空の会長に抜擢される。しかし、労使対立が激しい日航では得意の労使協調路線は受け入れられず、結果を出せぬまま1年余りで政府により更迭された（この状況は山崎豊子の小説『沈まぬ太陽』に詳説されているが、本作は、伊藤について脚色が多いといわれる）。

### 相次ぐ分社化と子会社の合併
バブル崩壊後、カネボウは事業の一部分社化や子会社同士の合併を進める。1993年には食品本部が分社し、同時にベルフーズと合併しカネボウフーズを設立。1994年にはストッキング事業、1995年には椎茸事業、1996年と1997年には綿・羊毛・合繊事業、化粧品事業の一部をそれぞれ分社化。1998年にはカネボウシルクエレガンスを本体に吸収合併した。1999年には医療用新薬事業・化成品事業、2000年には情報システム事業をそれぞれ営業譲渡した。
1998年に社長に就任した帆足隆は、カネボウでは全くの傍流だった。1961年に松山商科大学卒業後、カネボウの大阪の子会社・カネボウ化粧品販売に入社。猛烈な営業で頭角を現し、30代で支配人に抜擢されていた。
その活躍ぶりが伊藤の目に留まり、本社に登用。その後もノルマ強化で化粧品事業を増収増益させ、成果を引っ提げての社長就任だった。歴代社長は「慶大卒・本社管理部門出身者」（前述の武藤親子、伊藤はこの条件に当てはまる）が占める中で、傍流の「地方大学卒・子会社出身者」である帆足の抜擢は、まさに異例中の異例だった。

### 繰り返される粉飾、産業再生機構傘下へ
売上目標必達を厳命したものの、繊維をはじめとする他の事業の赤字を化粧品事業の黒字が補完する収益構造が続き、過酷なノルマ達成ももはや不可能となっていた。帆足は「モーニングコーヒーから夜の盛り場まで一緒だった」と評される宮原卓副社長と話し合い、2001年度の債務超過を隠すため、粉飾決算を繰り返すことになる。
バブル崩壊以降、粉飾決算が繰り返されたのは、それを黙認する企業風土に加え、2000年3月期から導入された連結決算を重視する、新会計基準（実質支配力基準）も大きく影響していた。連結決算により、最終利益が赤字で債務超過に陥っていることが判明すると銀行融資が不可能になり、また上場廃止も確実だったためである。
| セグメント       | 営業利益 (百万円) |
| ---------------- | ----------------- |
| 化粧品           | 25,646            |
| ホームプロダクツ | 6,995             |
| 繊維             | △8,620            |
| 食品             | 2,272             |
| 薬品             | △1,106            |
| その他           | △995              |
| 連結             | 23,816            |

2002年度決算では、業績不振の子会社15社を含めた連結決算書作成を義務づけられ、約260億円の赤字を7000万円の黒字に、約1900億円の債務超過を9億2600万円の資産超過に粉飾した有価証券報告書を提出し、翌年度も同様の手口で粉飾を繰り返した。しかし、こうした架空売り上げはいたずらに損失を累積させ、抜本的な改革は先送りされた。結局、2003年度決算で3553億円にも及ぶ債務超過につながることになる。
2004年、最後の自主再建策として化粧品部門の花王への売却が発表されるが、労働組合の反対で頓挫した。以後、経営は迷走を続け、同年、産業再生機構に支援を要請した。産業再生機構は、当初カネボウおよびカネボウ化粧品の一体再生を目的として減資を強行するが、後に一体再生を撤回し、分離再生の方針に変更する。
2005年5月、東京証券取引所および大阪証券取引所がカネボウ株の上場廃止を決定。上場最終日は6月10日、廃止日は6月13日となった。また7月29日には、帆足元社長、宮原元副社長ら旧経営陣が証券取引法違反で逮捕されている。同年9月13日には同社の会計監査にあたっていながら、粉飾決算を指南していた中央青山監査法人の公認会計士4名も証券取引法違反で逮捕された（これにより中央青山監査法人は2006年に金融庁から業務停止命令を受け、後に解散に追い込まれた）。
2006年2月、カネボウ化粧品の花王への売却に伴い「カネボウ」の商標権がカネボウ化粧品に譲渡された。これにより、残ったカネボウ本体を買収した投資ファンド傘下での事業は、新たなブランド名の「クラシエ」に切り替えられた。
2006年5月1日には、カネボウは営業権をカネボウ・トリニティ・ホールディングスに譲渡し、同社を統括会社とする、新カネボウグループとして再スタートを切った。なお、旧カネボウとカネボウ・トリニティ・ホールディングスには資本関係はなく、完全に独立した別会社である。

### カネボウ解散、会社消滅
このように経営破綻寸前となったカネボウは、2007年4月27日に取締役会にて、カネボウ株式会社の解散を定時株主総会にて上程することを決議。2007年6月28日、第90回定時株主総会開催。多数の質問が出たが、解散を含む議案が採決される。
2007年6月30日にカネボウとしての最終営業日を迎え、この日をもってカネボウは解散し、事実上、120年にわたる歴史に幕が下りた。経営破綻は寸前で免れたものの、実質的にはほとんど経営は破綻していた状況であった。
カネボウ株式会社は海岸ベルマネジメント株式会社に商号変更。清算業務のみを行う会社として、残余資産を株主に配分する等の処分を進め清算に向かっていたが、清算結了による自主廃業としての消滅ではなく、筆頭株主のトリニティ・インベストメントに2008年11月11日付で合併され、名実共にカネボウの法人格は消滅した。この合併に際して、（存続会社の株式割当ではなく）合併交付金の交付が行われたが、その金銭交付額が2006年のTOBよりもさらに少額となる1株あたり130円であったことに対して、海岸ベルマネジメントの株を83%を保有するトリニティ・インベストメント以外の株主からさらなる反発を受けた。
2007年7月1日には、カネボウの事業を承継していたカネボウ・トリニティ・ホールディングス、カネボウホームプロダクツ、カネボウフーズ、カネボウ製薬、カネボウ薬品の各社が、クラシエホールディングス、クラシエホームプロダクツ、クラシエフーズ、クラシエ製薬、クラシエ薬品へ、それぞれ商号変更している。2023年10月1日にはグループの再編が行われ、クラシエホームプロダクツ・クラシエフーズ・クラシエ製薬の3社はクラシエHDに吸収合併された上で「クラシエ株式会社」に、クラシエ薬品はクラシエの子会社となった。

## 再生ファンドと少数株主の対立
2005年5月12日、東京証券取引所は一連の粉飾決算が上場廃止基準に該当するとし、カネボウの上場廃止を決定する。産業再生機構および経済産業省を中心に東証に上場継続を求める声もあったが、市場の信頼性を維持するため上場廃止を決定した。大阪証券取引所は、遅れて5月24日に上場廃止を決定した。上場廃止日は2005年6月13日、上場最終日は6月10日である。
上場廃止直前、産業再生機構の片山執行役員は、受け皿企業に対してTOBの実施を条件にすると発言し、大幅下落していたカネボウ株は復調の兆しを見せる。上場最終日における最終取引価格は360円だった。再生機構は、増減資などの資本整理・事業整理の後、入札を実施し、花王および国内3ファンド（アドバンテッジパートナーズ有限責任事業組合、株式会社MKSパートナーズ、ユニゾン・キャピタル株式会社）連合を支援企業に決定。カネボウおよびカネボウ化粧品株を同ファンドに売却するが、売却価格を「守秘義務に当たる」として公表しなかった（後の同機構によるダイエー再生では、丸紅への売却価格は公表されている）。
2006年2月16日、臨時株主総会にて、中嶋会長を除く経営陣のファンド側出身者への交代を決定。その際、一般株主からTOBについて質問されるが、直前までトリニティ・インベストメントの代表取締役だったファンド出身の小森新社長は、「トリニティ社のTOB価格は知らない」と回答する。
2006年2月21日、カネボウ化粧品の所有するカネボウ株が3ファンド出資の受け皿会社トリニティ・インベスティメント株式会社に譲渡され、同社がカネボウの筆頭株主となる。同日、同社が他株主に対してTOBを実施する。TOB価格は上場廃止時の360円から大きくかけ離れたもので、また多くの一般株主にとって想定外の162円だった。被TOB側のカネボウは、その5日前の株主総会で「知らない」といったにもかかわらず、即日「妥当な株価である」と評価する。また、このTOBで一般株主に郵送された文書では「この公開買付に応募しない場合、産業再生特別措置法に基づく金銭交換（スクイーズアウト）によっての買取となり、162円である保証はない」等と脅迫に近い文言が並び、何も情報を持たない多くの株主はTOBに応じざるを得ないと解釈した人も多かった。
TOB価格についてファンド側は「DCF法、市場株価基準法等を勘案した結果」162円であると結論を出したとTOB公告に記した。しかし、買付期間終了2006年3月28日の7日前である3月21日に、ファンドは市場株価基準法を実際には用いなかったという内容などを含む公告訂正を行った。市場株価から考えると市場株価基準法を用いていないことは明白だったため、ファンドに対して虚偽記載に当たるとの指摘があったためではないかといわれている。しかし、訂正公告が買付期間終了直前だったことや、一般株主への郵送での公告訂正通知を行わなかったことから、「意図的に隠したのではないか」という批判が多く出た。
TOB価格決定については、トリニティ社は第三者機関である国内証券会社のみずほ証券に現資産および将来業績予測などの算定を依頼した。このみずほ証券はカネボウ株を所有していることが判明し、「第三者」とはいえないのではないかとの指摘がなされた。またTOB発表の数日前には、「（TOB価格は）知らない」といったカネボウ側は、このTOB価格について「独自に第三者へ依頼した算定結果を考慮すると妥当」と取締役会にて即時に賛同を示しているなど、疑惑をもたれかねない不審な動きを見せる。
2006年3月18日、ファンド側が示したTOBに個人株主の有志が応じず、株主としてカネボウの再上場を求めていく方針を討議。「カネボウ個人株主の権利を守る会」を発足させる。
その後、TOBは成立する。しかしファンド側の予想を大幅に下回り、ファンド側は議決権の85%程度しか占めることができなかった。
2006年4月に、主要3事業のファンド側企業への営業譲渡が発表される。反対する株主には株の買取請求が可能であることが通知された。ただし、買取請求受付期間が2週間ほどと短かったこと、公告掲載場所が限定的だったこと（カネボウのWEBサイトのみ。法的には問題なし）から、多くの株主が買い取り請求が可能であることを知らずに買取請求期間が終了した。
2006年4月21日、「個人株主の権利を守る会」有志が、東京地裁に営業譲渡の差し止めの仮処分の申し立てを申請。4月28日、同申請は却下される。5月1日、東京高裁に即時抗告。7月28日、仮処分の申し立てを却下される。
2006年12月4日、「カネボウ個人株主の権利を守る会」を中心とする個人株主は、2006年5月の営業譲渡にかかわる免責債務の承認及び自社株式の担保化について、「カネボウの全株主の利益を確保するという取締役の忠実義務に違反し、カネボウに損害を与えた」として、中嶋会長、小森社長ら経営陣を会社法の特別背任罪で東京地検に刑事告発した。東京地検特捜部は2006年12月11日、この刑事告発を受理した。
2006年12月13日、「カネボウ個人株主の権利を守る会」を中心とする個人株主は、中嶋会長、小森社長以下カネボウ取締役5名に対して、営業譲渡債権の未回収分425億円あまりを連帯してカネボウに返済することを求める株主代表訴訟を東京地裁に起こした。
2006年12月27日、カネボウが発表した2007年度3月期中間決算において、先の主要3事業営業譲渡に伴う営業譲渡代金債権について、貸倒引当金を計上していることが明らかになった。これは、監査法人である監査法人トーマツの指摘によるものとされており、カネボウ自身はさしたる根拠もなく、文書中で「本営業譲渡代金は問題なく回収できると考えている」と述べている。しかし、通常貸倒引当金の計上は対象債権が回収不能（貸倒れ）になるリスクの軽減を目的に、その損失を見越して行われる会計処理であり、監査法人は、本債権が回収不能になることをカネボウ側が視野に入れている可能性の指摘をしたと推測した。
2007年9月28日、旧カネボウの主要三事業の営業譲渡に反対する株主の株式買取価格請求事件において、鑑定人より鑑定結果が提出される。価格は、トリニティ・3ファンド側がTOBや買取請求で提示した価格である162円を大幅に上回る323円とされた（後にミスの訂正により360円に改められた）。同鑑定では、価格決定に原告側が主張するDCF法を採用したとされている。一方トリニティ・3ファンド側も、TOB価格を決定するにおいてDCF法を採用したとしているが、両者の価格には大きな隔たりがあった。
2008年3月14日、先の東京地裁での「株式買取価格決定申請事件」ついて、裁判長は「1株360円」の鑑定結果を追認する決定をした、しかし旧カネボウ側・株主ともにこの決定を不服として東京高裁に即時抗告を行ったが、2010年5月26日に東京高裁は双方の抗告を却下。株主側による最高裁への特別抗告も却下されて、買取価格は360円と確定した。

## カネボウの歴代トップ
- 武藤山治（1894年 - 1930年）
- 長尾良吉（1930年）
- 津田信吾（1930年 - 1945年）
- 倉知四郎（1945年 - 1947年）
- 武藤絲治（1947年 - 1968年）
- 伊藤淳二（1968年 - 1984年）
- 岡本進（1984年 - 1989年）
- 石澤一朝（1989年 - 1992年）
- 永田正夫（1992年 - 1994年）
- 石原聰一（1994年 - 1998年）
- 帆足隆（1998年 - 2004年）
- 中嶋章義（2004年 - カネボウ解散まで）※その後はカネボウ・トリニティ・ホールディングスのトップとなる。

慶応閥の代表的企業として長年知られ、15年以上長期君臨した武藤山治、津田信吾、武藤絲治、伊藤淳二（これ以外はすべて6年以下）の4人は全員慶応卒である。

## カネボウの関連会社・団体
- カネボウ化粧品（旧商号：カネボウブティック） - 産業再生機構傘下だったが、2006年1月31日からは花王傘下の化粧品会社。2月には同社の完全子会社に。2008年にカネボウグループが解体・整理されてからは唯一カネボウを名乗る会社である。
- レインボーハット（カネボウレインボーハット） - アイスクリームチェーン
- 鐘紡記念病院（兵庫県神戸市兵庫区）
1907年に鐘紡兵庫支店付属病院として開院。隣接の兵庫工場は戦災で壊滅し、病院だけが残った。1947年に一般に開放。2006年に運営がカネボウ本体から切り離され、医療法人社団鐘紡記念病院を設立。「鐘紡」の名称が使えなくなるため、2007年8月に病院名を「神戸百年記念病院」、法人名を「顕鐘会」と改名することとなった。法人名に「鐘」の一字を入れた。
- KBセーレン - セーレンの子会社。元・カネボウテキスタイル（旧鐘紡（のちのカネボウ）繊維製品部門）。
- KBツヅキ - 綿糸事業の営業譲渡を受けたKBスピニングが都築紡績と経営統合した会社。
- ベルポリエステルプロダクツ - 高分子事業の営業譲渡を受けた会社。設立当時は大和製罐の子会社だったが、近年三井物産との合弁会社に移行した。

## カネボウ再建のスポンサー企業
- アドバンテッジパートナーズ有限責任事業組合
- 株式会社MKSパートナーズ
- ユニゾン・キャピタル株式会社

## カネボウが提供していた番組
※原則として一社提供番組のみ掲載
- カネボウ木曜プレゼント→フレーフレーパパ!→ノンフィクション劇場（第1期）→シャノン→これは実話です→あの時この時→あなたは目撃者→カネボウクイズ 三つの鐘→細雪→武蔵野夫人→わたしの事情→あじさいの歌→河のほとりで→二人だけの祭→とく妻さん（ここで一社提供中断。この間1981年10月から1995年3月まで『火曜サスペンス劇場』を担当）→FAN→FUN（日本テレビ）
- カネボウヒューマンドキュメンタリー→カネボウスペシャル→カネボウヒューマンスペシャル/Woman's Beat カネボウスペシャル21（日本テレビ）
- カネボウ木曜劇場（TBS） - 2002年度1年間は1社提供で放送したが、その後、複数スポンサーになってからの木曜ドラマでは、パーティシペーション扱いで、一時期コマーシャルを2003年9月まで提供していた。この期間のみ、通常の30秒CMのサウンドロゴを一旦廃止した。
- 五木寛之の夜（TBSラジオ）
- トワエ・モア（TOKYO FM）
- きれいになるテレビ（中京テレビ）
- 防府読売マラソン（山口放送）

## カネボウの主な歴代キャンペーンガール
1968年から2003年まで水着キャンペーンガールを起用。終了直前の正式名称は、カネボウスイムウエアイメージモデル。
- 1968年 - 山本雅美
- 1969年 - 太田ナオミ
- 1970年 - マリー・ヘルビン
- 1971年-1974年 - 西野ミチ
- 1975年 - リサ・クーパー
- 1976年 - シグリド・ハーフ
- 1977年 - ステファニー・レイコ・ボージェス
- 1978年 - 樹れい子
- 1979年 - マリー・クラビン
- 1980年 - 萩原佐代子、ユキ・マッケインティ
- 1981年 - ジョイア・ファシー
- 1982年 - シェリー・ジョン・テキセイラ
- 1983年 - 相田寿美緒
- 1984年 - 栗原景子
- 1985年 - 麻生祐未
- 1986年 - 広田恵子
- 1987年 - 茂野幸子

- 1988年 - 藤田芳子
- 1989年 - 鈴木京香
- 1990年 - 飯島直子
- 1991年 - 鴇田靖子
- 1992年 - 船見啓子
- 1993年 - 中村英子
- 1994年 - 甲賀瑞穂
- 1995年 - 田賀久美子
- 1996年 - 芳村仁香
- 1997年 - カレン
- 1998年 - 高以亜希子
- 1999年 - 植松真実
- 2000年 - アリーネ
- 2001年 - 悠美
- 2002年 - 益子梨恵
- 2003年 - 桜井裕美

## テレビ番組
- 日経スペシャル ガイアの夜明け 過去の栄光を捨てろ! 〜企業再生のサムライたち〜（2004年5月11日、テレビ東京）[8]。

## 関連書籍
- 松尾健治『組織衰退のメカニズム：歴史活用がもたらす罠』白桃書房、2022年2月。ISBN 9784561267638。 - 旧カネボウが戦後に衰退していくプロセスとメカニズムについて、史料や関係者の証言をもとに詳細に分析した経営学の書籍。